# Кубанка (Переволоцький район)
Куба́нка (рос. Кубанка) — село у складі Переволоцького району Оренбурзької області, Росія.

## Населення
Населення — 1126 осіб (2010; 1159 у 2002).
Національний склад (станом на 2002 рік):
- росіяни — 65 %